# فلان (القوقاز)
فلان كان شعبًا وإمارة في القوقاز في العصور الوسطى المبكرة. وهي معروفة فقط من المصادر باللغة العربية. وفقًا للمؤرخ البلاذري في القرن التاسع، فإن الإمبراطور الساساني كسرى الأول (حكم 531-579 م) عيّن فيلان شاه، عُين أميرًا مستقلًّا لفلان. من المرجح أن القبيلة عاشت فيما يعرف الآن بجنوب داغستان، لكن هويتها العرقية غير مؤكدة؛ ربما كانوا من أصل أفاري. وفقًا للجغرافي المسعودي في القرن العاشر، أصبحت فلان في نهاية المطاف جزءًا من إمارة سرير المجاورة.